# Lobsang Yeshe Tenzin Gyatso
Lobsang Yeshe Tenzin Gyatso, ook wel Kyabje Trijang Dorjechang (1900-1981), was een Tibetaans tulku. Hij was de derde Trijang rinpoche.

## Leer
De derde Trijang rinpoche was een leerling van Pabongka, een boeddhistisch leraar die terug wilde naar de fundamenten die door Tsongkhapa begin 15e eeuw waren neergelegd in de hervorming van de kadampa- naar de gelugtraditie.
De Trijang Rinpoche was een leraar van de veertiende dalai lama. Indirect kreeg de leer van Pabongka hiermee invloed in Lhasa en later na de opstand in Tibet van 1959 in het Tibetaanse ballingschap.
Door de verspreiding van de verering van Dorje Shugden had de Trijang rinpoche indirect een belangrijk aandeel in de controverse die enkele jaren voor zijn dood en aan het eind van de 20e eeuw tot scheuringen in de Tibetaanse samenleving leidde.

## Gyallo-volkslied
Het volkslied van Tibet, Gyallu, dat rond 1950 werd geschreven, is waarschijnlijk van de hand van de Trijang rinpoche. In Gyallu wordt de uitstraling van Boeddha benadrukt. De melodie van het lied is gebaseerd op een oud heilig Tibetaanse muziekstuk.